# Джон Ґай
Джон Ґай (англ. John Guy; пом. у березні 1629) — британський авантюрист, купець, колоніальний губернатор і політик, член Палати громад з 1621 до 1624 р.

## Біографія
Імовірно, родом з Брістоля, він був шерифом міста в 1605-1606 роках.
Член Товариства торгових підприємців, у 1608 році він досліджував острів Ньюфаундленд, щоб знайти сприятливе місце для створення колонії. Потім він обрав бухту Куперс (нині Купідонів ) у Консепшен-Бей і став її губернатором у 1610 році.
Будучи виробником солі й поташу, колонія страшенно постраждала від зими 1612—1613 рр. і нападів піратів, у тому числі Пітера Істона. Джон Ґай покинув Ньюфаундленд у 1613 році.
Повернувся до Англії у квітні 1613 року, він став мером (1618), потім заступником мера (1621, переобраний в 1624) Брістоля.

## Зовнішні посилання
- Колонія Купідонів і Джон Ґай [Архівовано 25 січня 2021 у Wayback Machine.]